# Pavonia oxyphylla
Pavonia oxyphylla är en malvaväxtart som först beskrevs av Mocino, Amp; Sesse och Decandolle, och fick sitt nu gällande namn av P.A.Fryxell. Pavonia oxyphylla ingår i släktet påfågelsmalvor, och familjen malvaväxter. Utöver nominatformen finns också underarten P. o. melanommata.